# Duche (ruisseau)
Pour les articles homonymes, voir Duche.
La Duche, ou la Grande Duche, est un ruisseau français du département de la Dordogne, en région Nouvelle-Aquitaine, affluent de rive droite de l'Isle et sous-affluent de la Dordogne.

## Toponymie
En occitan, le cours d'eau se nomme Ducha[réf. nécessaire].

## Géographie

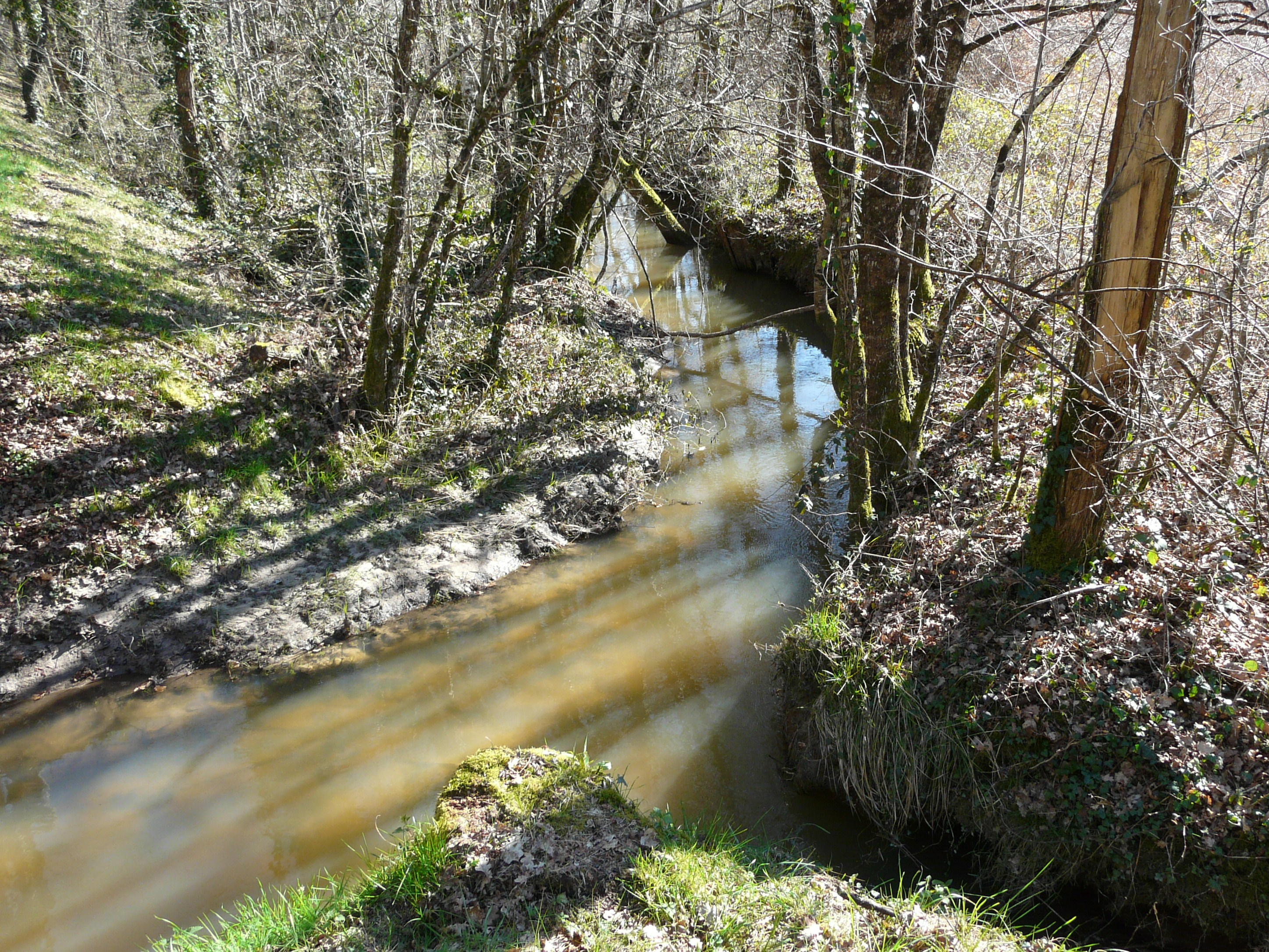
La Duche au pont de la RD 41, en limites d'Échourgnac et de Servanches.

La Duche, ou Grande Duche, prend sa source à 102 mètres d'altitude au cœur de la forêt de la Double sur la commune d'Échourgnac, au nord du lieu-dit la Métairie, deux kilomètres et demi à l'est-nord-est du bourg de Servanches.
Elle alimente les étangs de la Métairie et du Bouvier. Elle marque ensuite sur cinq kilomètres la limite entre Servanches à l'ouest et Échourgnac puis Saint-Barthélemy-de-Bellegarde à l'est, passant sous la route départementale (RD) 108, alimentant les étangs du Grand Bost et des Pourcauds, puis passant sous la RD 41. Elle est grossie en rive gauche par le ruisseau de la Forêt avant d'être franchie par la RD 40. Sur un kilomètre, elle sert de limite entre Saint-Barthélemy-de-Bellegarde et Montpon-Ménestérol. Elle est franchie par la RD 730 puis reçoit en rive droite son principal affluent, la Petite Duche. À partir de ce confluent, elle marque sur quatre kilomètres la limite entre Montpon-Ménestérol à l'est et Eygurande-et-Gardedeuil puis Le Pizou à l'ouest, recevant en rive droite la Guirandolle et passant sous la RD 3 au sortir de la forêt de la Double. 
Elle arrive sur la plaine alluviale et rejoint l'Isle en rive droite, en limites de Montpon-Ménestérol et Le Pizou, à 22 mètres d'altitude, entre les lieux-dits le Quart et les Grandes Pièces, deux kilomètres à l'est du centre-bourg du Pizou.
Selon le Sandre, la Duche a une longueur de 24,6 kilomètres.

### Communes, arrondissement et département traversés
À l'intérieur du département de la Dordogne, la Duche arrose six communes, soit d'amont vers l'aval : Échourgnac (source), Servanches, Saint-Barthélemy-de-Bellegarde, Eygurande-et-Gardedeuil, Montpon-Ménestérol (confluence ) et Le Pizou (confluence), situées dans l'arrondissement de Périgueux.

### Bassin versant
Le bassin versant de la Duche s'étend sur 104 km2.  
Il est constitué à 66.98 % de « forêts et milieux semi-naturels » et à 33.07 % de « territoires agricoles ».
Outre les six communes baignées par la Duche, le bassin versant en concerne une autre, La Roche-Chalais (sur le territoire de l'ancienne commune de Saint-Michel-l'Écluse-et-Léparon), arrosée par un affluent sans nom de la Petite Duche qui alimente les étangs du Petit Laurent.

### Affluents
Parmi les huit affluents répertoriés par le Sandre, quatre dépassent les deux kilomètres de longueur, soit d'amont vers l'aval :
- le ruisseau de la Forêt (rg[note 1]), long de 2,7 km[4], qui prend sa source à l'étang Neuf et alimente les étangs de Bichaud et de Gounaud ;
- un ruisseau sans nom (rg), long de 3,6 km[5], qui alimente les étangs du Pignat et de la Mouthe ;
- la Petite Duche (rd), principal affluent avec 16,5 km[6], qui alimente les étangs du Parent, de la Duche, de Chabasse et sert de limite en trois tronçons entre Eygurande-et-Gardedeuil à l'ouest et Servanches, Saint-Barthélemy-de-Bellegarde puis Montpon-Ménestérol à l'est ;
- la Guirandolle (rd), longue de 6,1 km[2].

Le ruisseau de la Forêt et la Petite Duche ont des affluents mais aucun sous-affluent. De ce fait, le nombre de Strahler de la Duche est de trois.

## Hydrologie

### Risque inondation
Un plan de prévention du risque inondation (PPRI) a été approuvé pour la vallée de l'Isle dans le Montponnais en 2007, incluant la partie aval de la Duche, sur ses deux derniers kilomètres, en limite des communes de Montpon-Ménestérol et du Pizou,.

## Environnement
Hormis le tronçon terminal long de deux kilomètres et demi en aval du confluent avec son affluent la Guirandolle, la majeure partie des vallées et étangs du bassin versant de la Duche est doublement protégée : par la zone naturelle d'intérêt écologique, faunistique et floristique (ZNIEFF) de type II des « vallées et étangs de la Double »,, et par le réseau Natura 2000 pour les « vallées de la Double »,. Comme les autres vallées en forêt de la Double, il s'agit d'un site important pour la conservation d'espèces animales européennes menacées : la loutre d'Europe (Lutra lutra), le vison d'Europe (Mustela lutreola), le chabot fluviatile (Cottus perifretum), la lamproie de Planer (Lampetra planeri), la cistude d'Europe (Emys orbicularis), l'écrevisse à pattes blanches (Austropotamobius pallipes), le cuivré des marais (Lycaena dispar), le damier de la succise (Euphydryas aurinia), le fadet des laîches (Coenonympha oedippus) et le gomphe de Graslin (Gomphus graslinii).